# Nello Troggi
Nello Troggi (* 26. April 1912 in Frosinone; † 21. Juni 1944 in Villa Minozzo) war ein italienischer Radrennfahrer.

## Sportliche Laufbahn
Troggi wurde 1935 Unabhängiger, 1936 dann Berufsfahrer im Radsportteam Tendil. Sein erster bedeutender Erfolg war der Sieg im Etappenrennen Korsika-Rundfahrt 1935 vor Hermann Buse. Er gewann fünf Etappen der Rundfahrt. 1936 siegte er in der Tour du Midi mit drei Etappensiegen. Dazu kam der Erfolg im Eintagesrennen Grand Prix de Nice. 1937 holte er fünf Etappensiege in der Marokko-Rundfahrt und einen Tageserfolg im Giro d’Italia. Auch Marseille–Avignon–Marseille und der Grand Prix d’Issoire gehörten zu seiner Erfolgsbilanz 1937. 1938 gewann er die Tour du Vaucluse, 1939 die Tour du Sud-Est mit drei Etappenerfolgen. In seiner letzten Saison als Radprofi gewann er 1940 eine Etappe der Katalonien-Rundfahrt.
Zweite Plätze holte er in den Rennen Circuit du Forez, Circuit du mont Ventoux und Circuit des villes d’eaux d’Auvergne 1937.
In der Tour de France 1938 belegte er den 54. Rang. Im Giro d’Italia war er dreimal am Start. 1936, 1937 und 1940 schied er jeweils aus.